# Lizerne
Lizerne is een gehucht in Zuidschote, een deelgemeente van de Belgische stad Ieper. Het gehucht ligt een halve kilometer ten oosten van het dorpscentrum van Zuidschote, nabij de secundaire weg N369 tussen Ieper en Diksmuide. Ruim een halve kilometer naar het noordoosten ligt het gehucht Steenstrate en het Ieperleekanaal.
Het gehucht ligt aan het kruispunt van de Steenstraat die vanuit het noordoosten uit de richting van Diksmuide en Steenstrate richting Zuidschote in het westen loopt. In noord-zuidrichting loopt een weg uit Noordschote richting Boezinge, tegenwoordig de Lotzstraat genoemd. Op de Ferrariskaart uit de jaren 1770 en de Atlas der Buurtwegen uit de helft van de 19de eeuw staat het gehucht aangeduid als "Luxerne", als een gehucht dat omvangrijker is dan het centrum van Zuidschote. Het gehucht lag op de verbindingsweg tussen Ieper in het zuidoosten en Diksmuide in het noordwesten en in de 20ste eeuw werd dit tracé een hoofdweg die met een ruime bocht afbuigt ten oosten van Lizerne en zo het oude kruispunt en de bebouwde kern van het gehucht vermijdt.
In de Eerste Wereldoorlog lag het gehucht vlak bij het front. Na de oorlogswinter 1914-1915 lag het front vast en wilden de Duitsers een doorbraak forceren. In de buurt van Langemark, iets verder oostwaarts, zetten ze op 22 april 1915 voor het eerst op grote schaal chloorgas in. Vooral de Franse troepen werden getroffen. Bij deze Tweede Slag om Ieper rukten de Duitsers op en konden bij Steenstrate het Ieperleekanaal oversteken. Ze veroverden op 24 april Lizerne en rukten verder op naar Zuidschote. Op 27 april slaagden de Fransen met de hulp van de Belgische artillerie in om Lizerne te heroveren en de volgende maand kon men de Duitsers oostwaarts over het kanaal terugdrijven.

## Bezienswaardigheden
- In Lizerne staat demarcatiepaal nr. 4. Deze werd in 2009 beschermd als monument.

Deelgemeenten: Boezinge · Brielen · Dikkebus · Elverdinge · Hollebeke · Ieper · Sint-Jan · Vlamertinge · Voormezele · Zillebeke · Zuidschote

Overige plaatsen: Brandhoek · Lizerne · Pilkem · Potyze · Sint-Elooi · Verlorenhoek · Wieltje 

Belgische gemeenten · Arrondissement Ieper · West-Vlaanderen · Vlaanderen